# ムベンガ
ムベンガ(mbenga)は、アフリカのコンゴ川水系（コンゴ川、ルアラバ川、ウペンバ湖、タンガニーカ湖）に生息する大型肉食淡水魚である。19世紀の末にコンゴ自由国で採集されたものが記載された。学名はHydrocynus goliath（ヒドロキヌス・ゴリアテ）であり、種小名の「ゴリアテ」（ゴライアス）は、旧約聖書の大男の名に由来する。通称「ゴライアス・タイガーフィッシュ」。
ムベンガは、ヒドロキヌス属（通称「タイガーフィッシュ」）の中でも最も大型となる種であり、体長は1.5m、体重は50kgに達する。一度噛み付いたら離さない習性を持つ。

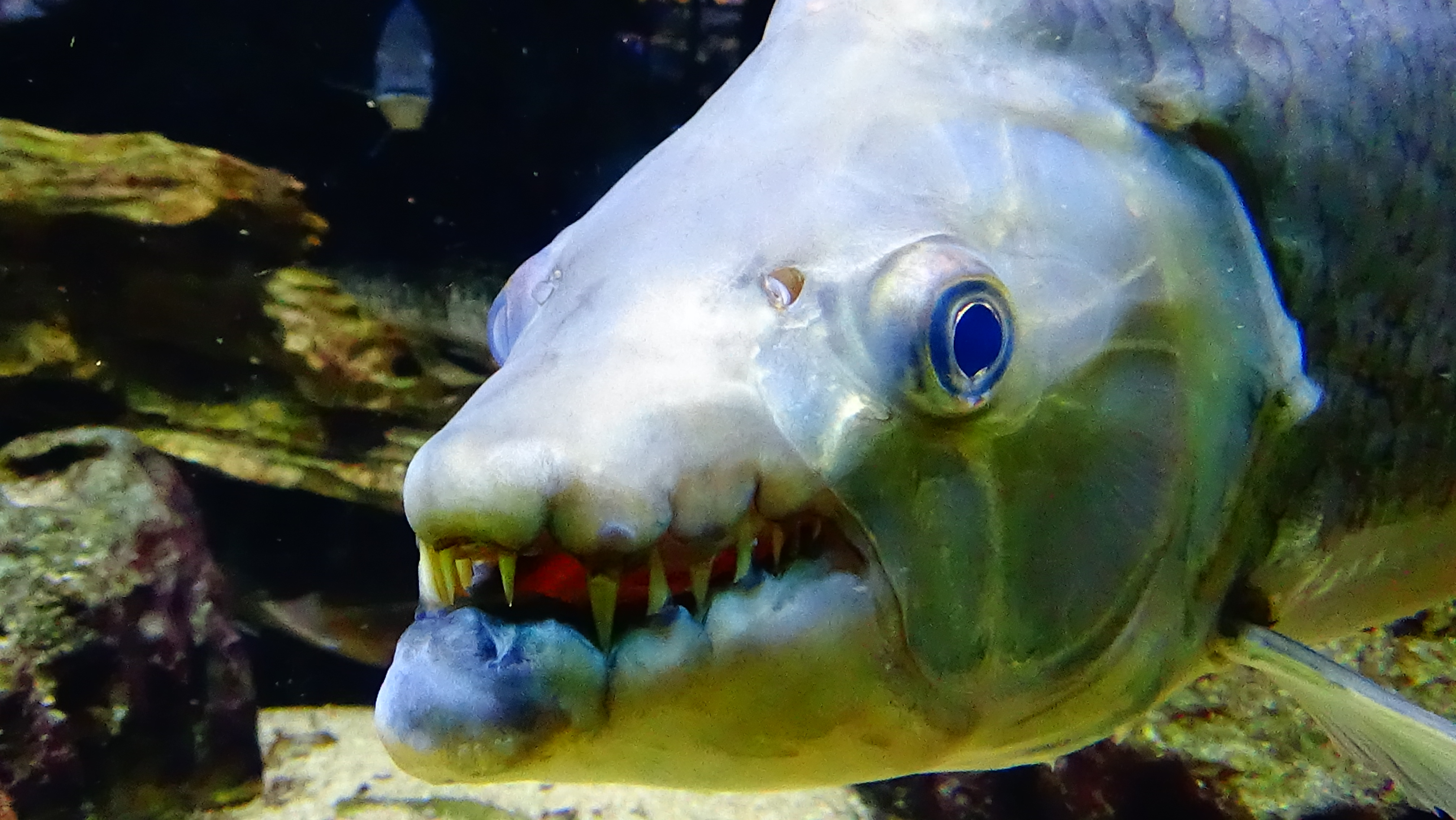
頭部

大きな歯を持つ獰猛な捕食者であり、この魚が人を襲ったという事故がコンゴで何件も報告されている。